# عقد كلبس الكلبسي
عقد كلبس الكلبسي (الاسم العلمي:Klebsormidium klebsii) هو نوع من الطحالب الخضراء يتبع جنس عقد كلبس من فصيلة العقدية الكلبسية.